# Cantó de Perpinyà-3
El cantó de Perpinyà-3 és una divisió administrativa francesa, situada a la Catalunya del Nord, al departament dels Pirineus Orientals. És el número 8 dels cantons actuals de la Catalunya del Nord.

## Composició

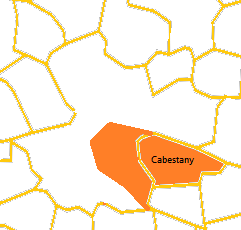
Cantó de Perpinyà 3

El cantó de Perpinyà - 3 està format per 2 comunes del Rosselló:
- Part de la ciutat de Perpinyà (capital del cantó), concretament els barris de:
  - Sant Galdric
  - Camp de Març
  - Sant Vicenç
- Cabestany.

## Política
L'actual conseller general per aquest cantó és el comunista Jean Vila, alcalde de Cabestany i exdiputat a l'Assemblea Nacional francesa. Jean Vila va obtenir la victòria en la segona volta de les darreres eleccions cantonals, celebrades el 28 de març del 2004, amb un 61,68% dels vots vàlids, mentre que el candidat de la dreta, Jean-Louis Aliet, només va aconseguir el 38,32%.

## Història

### 1973 - 1982
El primer cantó de Perpinyà - 3 fou creat arran del desmembrament dels cantons de Perpinyà Est i Perpinyà Oest el 1973 (decret n. 73-819 del 16 d'agost del 1973). Comprenia les comunes d'Alenyà, Cabestany, Canet de Rosselló, Sant Nazari de Rosselló, La Torre d'Elna, Sant Cebrià de Rosselló i Salelles, endemés d'una part del territori de la comuna de Perpinyà compresa entre la carretera D617, de Perpinyà a Canet (avinguda de Rosette Blanc), carrers de Marcel Proust i d'Anne de Noailles, part Est de l'avinguda de Jean Mermoz, carrers de Chasseriau i de Paul Valéry, bulevard del Coronel Cayrol, carrer de Saint-Exupéry, avinguda de J. Guynemer i Carretera Nacional 114, i pels límits amb les comunes de Canet, a l'est, i de Cabestany, al sud.

### 1982 - 2014
El cantó de Perpinyà - 3 fou dividit en dos el 1982 (decret n. 82-84 del 25 de gener del 1982): el nou cantó de Perpinyà - III només conserva el seu territori perpinyanès, i perd les comunes rurals, que són integrades al nou cantó de la Costa Radiant.
L'actual cantó de Perpinyà - 3 fou creat novament per la redistribució del 1985 (decret n. 85-149 de 31 de gener del 1985) i va recuperar la comuna de Cabestany, perduda tres anys abans. La seva composició no s'ha vist afectada per la reforma de límits cantonals del 2015.

### 2014 - Moment actual
El 2014, aplicat a partir de les eleccions departamentals del 2015, l'antic Cantó de Perpinyà - 3 és un dels dos que han quedat pràcticament igual que en els períodes anteriors.
En el decret del 2014, els límits del cantó queden definits de la manera següent: La Comuna de Cabestany. La part de la comuna de Perpinyà situada al sud de l'eix de les següents vies: des del límit territorial de la comuna de Cabestany, avinguda de Jean Mermoz, carrer de les Set Primadies, carrer de Paul Rubens, carrer de la Ribera, carrer de les Coves, carrer d'Arístides Maillol, carrer de Gustave Violet, avinguda de Rosette Blanc, bulevard de Jean Bourrat, carrer de Montesquieu, carrer de Michel de Montaigne, carrer de Pierre de Ronsard, plaça de Josep Sebastià Pons, carrer del Castillet, plaça de la Victòria, plaça de Verdun, Pont Magenta, moll de Sébastien Vauban, plaça de Gabriel Péri, plaça d'Aragó, carrer de la Porta d'Assalt, plaça del Pont d'en Vestit, carrer dels Agustins, plaça dels Peluts, carrer de la Fusteria, plaça de Jacint Rigau, carrer d'Émile Zola, carrer de la Font Nova, carrer de la Costa dels Carmes, plaça de Jean Moulin, carrer de Jean Vielledent, bulevard d'Aristide Briand, avinguda de Georges Guynemer, giratori del Pou de les Colobres, avinguda d'Argelers de la Marenda, giratori del Molí de Vent, ruta d'Elna, fins al límit territorial de la comuna de Salelles.

## Consellers generals
| Data d'elecció | Identitat                 | Partit         | Qualitat |
| -------------- | ------------------------- | -------------- | --- |
| 1973 - 1976    | Paul Alduy                | PS després DVG | Diputat (1956 - 1981) batlle de Perpinyà (1959 - 1993)                                                            |
| 1976 - 1982    | Simone Parrot             | PCF            | Batlle d'Alenyà                                                                                                   |
| 1982-1985      | Renée Soum                | PS             | Diputada (1981 - 1988)                                                                                            |
| 1985 - 1992    | Michel Berdaguer          | CNIP           | |
| 1992 - 1999    | Jean Vila                 | PCF            | Diputat (1997-2002) Batlle de Cabestany des del 1977                                                              |
| 1999 - 2004    | Michel Coronas            | PCF            | |
| 2004 - 2015    | Jean Vila                 | PCF            | Batlle de Cabestany des del 1977 Vicepresident del Consell General                                                |
| 2005-2021      | Françoise Fiter Jean Vila | PCF            | Responsable estatal i departamental del PCF. Batlle de Cabestany des del 1977 i Vicepresident del Consell General |